# 양병호
양병호(梁炳晧, 1918년 ~ 2005년 3월 22일)는 대한민국의 대법관을 지낸 법조인이다. 본관은 남원이며, 경상남도 남해군 출생이다.

## 생애
경성법학전문학교를 졸업하고 1942년 8월 조선변호사시험에 합격한 양병호는 대한변호사협회 법제위원장을 맡은 1968년까지 서울시 을지로 경기빌딩에서 변호사 활동을 하면서 탁월한 법이론과 변호사로서의 명성으로 1969년 9월 대법원 판사에 임명되었다. 양병호는 홍순엽과 함께 대한민국의 대법관 중에서 변호사에서 대법관으로 임명된 유일한 법조인이다.
대법원 판사 양병호는 김재규 등에 대해 내란목적 인정에 대하여 군부와 마찰이 있은 끝에 소수의견을 남기고 1980년 8월에 판사직에서 물러났다. 판결이 있은 직후인 1980년 8월 3일 보안사 서빙고분실로 연행되어 고문 당하고 사직서를 제출했다. 이에 대해 양삼승 변호사는 자신의 저서 《권력, 정의, 판사-폭풍속을 나는 새를 위하여》(까치글방)에서 양병호 대법관이 보안사 군인들에 의해 연행돼 고문당한 사실을 기록하였다. 1996년 1월과 7일에 대법원 판사 강제 사직과 관련하여 보안사령관이었던 전두환과 관련된 증인 자격으로 검찰에 출석한 직후에 "당시 김재규는 타인과 거사를 모의한 것으로 보기 힘들다는 결론에 도달했습니다. 궁정동 안가에서 총을 쏘기 직전에서야 부하 둘에게 '너희는 경비원을 쏘라'고 지시했지요. 도저히 내란 목적이었다고는 볼 수 없었습니다. 다섯 분의 대법원 판사가 저와 같은 입장이었지요"라고 말하면서  법복을 벗은 이후 "3년간 중풍과 실어증에 시달렸다"며 "당시 선택에는 변함이 없습니다. 저희 집에는 아직도 김재규의 항소이유서가 보관되어 있습니다. 죽는 날까지 그 자료들을 제 곁에 둘겁니다"고 했다.